# South Clifton
South Clifton – wieś i civil parish w Anglii, w Nottinghamshire, w dystrykcie Newark and Sherwood. W 2011 civil parish liczyła 326 mieszkańców.